# تنبل ۷۲۷۰
سیارک ۷۲۷۰ (به انگلیسی: 7270 Punkin، نامگذاری:1978NY7) هفت هزار و دویست و هفتادمین سیارک کشف شده‌است که در ۷ ژوئیه ۱۹۷۸ کشف شد.
قدر مطلق سیارک برابر ۱۲٫۵۰ است.